# Unida/Dozer
Unida/Dozer è uno split EP dei gruppi stoner rock Unida e Dozer. La prima parte comprende l'EP degli Unida The Best of Wayne Gro, la seconda parte comprende l'EP dei Dozer Coming Down the Mountain. L'EP dei Dozer è stato registrato al Rockhouse Studio di Borlänge (loro città natale), Svezia, tra maggio e settembre del 1998. La produzione è dei Dozer e di Bengt Bäcke. La versione in vinile dell'EP è stata stampata in 1000 copie di vinile rosso nella prima stampa, mentre la seconda stampa è stata sempre di mille copie di vinile nero da un lato e bianco dall'altro. La versione 12" dell'EP include il pezzo dei Dozer Twilight Sleep a scapito di Headed For The Sun.

## Tracce
1. Flower Girl - Unida - 4:43
2. Red - Unida - 4:28
3. Delta Alba Plex - Unida 4:35
4. Wet Pussycat - Unida 6:09
5. Headed For The Sun - Dozer 4:04
6. Calamari Sidetrip - Dozer 5:04
7. From Mars - Dozer 3:01
8. Overheated - Dozer 4:08

## Formazioni

### Unida
- John Garcia - voce
- Arthur Seay - chitarra elettrica
- Dave Dinsmore - basso
- Mike Cancino - batteria

### Dozer
- Fredrik Nordin - voce, chitarra ritmica
- Tommi Holappa - chitarra solista
- Johan Rockner - basso
- Daniel Lidén - batteria